# Section du Faubourg-Poissonnière
Pour les articles homonymes, voir Poissonnière.
La section du Faubourg-Poissonnière était, sous la Révolution française, une section révolutionnaire parisienne.

## Représentants
Elle était représentée à la Commune de Paris par  :
- Jean Léonard Faro, né à Paris en 1761 ou 1763, peintre, demeurant 44 ou 45 rue du Faubourg-Saint-Denis. Président de sa section en mars 1793, il est guillotiné le 9 thermidor an II (27 juillet 1794),
- François , né à Cheminon (Marne) en 1761, marchand de vins, demeurant 54 ou 75 rue du Faubourg-Saint-Denis. Il est guillotiné le 11 thermidor an II.
- Pierre Jean Renard, né en 1730, citoyen, demeurant 56 rue du Faubourg-Saint-Denis.

## Historique
La section s'est appelée initialement « section de la rue Poissonnière ».
Elle est la première à voter une motion exigeant une justice prompte et rapide contre les prisonniers, après la journée du 10 août 1792, motion reprise par d’autres sections et qui aboutit aux massacres de Septembre.

## Territoire
Secteur entre la rue du Faubourg-Poissonnière et celle du Faubourg Saint-Denis.

## Limites
La rue Poissonnière et celle Sainte-Anne, à droite, jusqu’à la barrière : les murs de la barrière Sainte-Anne à la barrière Saint-Denis : la rue du Faubourg Saint-Denis, à droite, jusqu’à la porte Saint-Denis : le boulevard Saint-Denis, à droite, jusqu’à la rue Poissonnière.

## Intérieur
Les rues de Paradis, des Petites-Écuries du Roi, d'Enghien, de la Michodière, Martel, etc., et généralement tous les rues, culs-de-sac, places, etc., enclavés dans cette limite.

## Local
La section du Faubourg-Poissonnière se réunissait dans l’église Saint-Lazare, chapelle de la Maison Saint-Lazare alors transformée en prison, située sur l'emplacement de l'actuel square Alban Safragne, à la hauteur du 107 rue du Faubourg-Saint-Denis.

## Population
8 435 habitants, dont 1 520 ouvriers et 1 850 économiquement faibles.

## 9 Thermidor an II
Lors de la chute de Robespierre,  le  9 thermidor an II (27 juillet 1794), la section du Faubourg-Poissonnière soutint la Convention, sauf deux de ses représentants, Jean Léonard Faro et François Pelletier, qui furent guillotinés le  11 thermidor an II (29 juillet 1794).

## Évolution
Après le regroupement par quatre des sections révolutionnaires par la loi du 19 vendémiaire an IV (11 octobre 1795) qui porte création de 12 arrondissements, la présente section est maintenue comme subdivision administrative, puis devient, par arrêté préfectoral du 10 mai 1811, le quartier du Faubourg-Poissonnière (3e arrondissement de Paris).